# Horvat
Horvat je priimek hrvaškega izvora. Je najpogostejši priimek na Hrvaškem in drugi najbolj pogost priimek v Sloveniji, ki ga je po podatkih Statističnega urada Republike Slovenije na dan 1. januarja 2010 uporabljalo 9.975 oseb.  V obliki Horvath je zelo pogost na Madžarskem in Slovaškem.
Priimek izvira iz Hrvaške in je starejša oblika besede Hrvat, avtonima Hrvatov. Starejša oblika avtonima je ohranjena v kajkavskih govorih severne in osrednje Hrvaške, kjer svoji domovini še dandanes pravijo Horvatska.

V Sloveniji je med najpogostejšemi kombinacijami imena in priimka na prvem mestu Jožef Horvat,  med ženskami pa je na drugem mestu Marija Horvat.

## Pomembni slovenski nosilci priimka
- Aleksander Horvat (1915–1997), dr. teol., salezijanec v Čilu
- Aleks(ander) Horvat (1923–2012), slikar
- Aleksander Horvat (*1961), geolog, paleontolog
- Alenka Horvat (*1963), konservatorka
- Alenka Horvat Ledinek, zdravnica nevrologinja, strokovnjakinja za multiplo sklerozo
- Aleš Horvat (1957–2007), gozdar, hudourničar
- Alja Horvat (*1996), ilustratorka
- Andraš Horvat (1744–1789?), hrvaški učitelj in kantor (pesnik) v Slovenskem Porabju
- Anika Horvat (*1977), pevka zabvne glasbe
- Anita Horvat (*1996), atletinja tekačica
- Ante Horvat, goslar (izdelovalec violin)
- Barbara Horvat, klin. psihologinja, terapevtka
- Bogdan Horvat (1961–2016), zoolog, muzealec
- Bogomir Horvat (1936–2013), elektronik, univ. prof.
- Boris Horvat (*1956), izdelovalec glasbil
- Boris Horvat Tihi, invalidski aktivist
- Borut Horvat (*1978), kanuist na divjih vodah
- Boštjan Horvat (*1975), atlet - tekač
- Branko Horvat (*1950), nogometaš, trener
- Darko Horvat (*1966), finančni-privatizacijski mogotec
- Drago Horvat (*1958), hokejist
- Etelka Korpič - Horvat (*1948), pravnica, ustavna sodnica
- Ferry Horvat, skladatelj popularne glasbe (oče Anike)
- Franc (Feri) Horvat (1941–2020), ekonomist, gospodarstvenik in politik
- Franc (Frančišek) Horvat (1870–1944), cerkveni slikar
- Franc Horvat Meštrovič (*1948), športni novinar, trener in publicist
- Goran Horvat (*1955), slikar samouk (sin Jakija)
- Ines Horvat, atletinja
- Ivan Horvat, politični delavec ?
- Jana Horvat (*1959), arheologinja, izr. članica SAZU
- Jana Horvat (*1992), nogometašica
- Jasna Horvat (*1945), (umetnostna) zgodovinarka, muzeologinja
- Jože Horvat - Jaki (1930–2009), slikar samouk
- Jože Horvat (*1942), novinar, urednik, publicist, pisatelj
- Jožef Hovat (1880–1932), duhovnik, narodni buditelj v Prekmurju
- Jožef Horvat (*1955), fizik in politik
- Jožek Horvat - Muc (*1965), romolog, pisatelj, publicist in aktivist
- Katja Horvat (*1993), alpska smučarka
- Ksenija Horvat, novinarka, TV voditeljica
- Lucas Mario Horvat (*1985), slovansko-argentinski nogometaš
- Ludvik Horvat (*1949), psiholog, univ. profesor in politik
- Marička Horvat (Marija (por.) Hlavaty - Marička), alpinistka
- Mar(t)ina Horvat, psihologinja
- Marjan Horvat, veteran
- Marjan Horvat, novinar, organizator?
- Marjan Horvat (*1978), sociolog ?
- Martin Horvat (1910–1972), zdravnik ortoped in travmatolog
- Martin Horvat (*1983), (filozof, grecist), filmski scenarist (ZDA)
- Matija Horvat (1935–2014), zdravnik internist, kardiolog, akademik
- Miha Horvat (*1976), vizualni-digitalni umetnik
- Miha Horvat (*1982), igralec badmintona
- Milan Horvat (*1957), policist, veteran vojne za Slovenijo
- Milena Horvat (*1948), arheologinja
- Milena Horvat (*1958), kemičarka, okoljska znanstvenica, ambasadorka znanosti RS
- Mirjam Horvat, mezzosporanistka
- Mitja Horvat (*1961), pravnik, prof., poslanec (politik)
- Mitja Horvat (*1990), atlet
- Mojca Horvat (*1958), plesalka, koreografinja, plesna pedagoginja
- Mojca Kumin Horvat (*1984), jezikoslovka dialektologinja
- Nika Horvat (*1989), smučarka
- Petra Horvat, saksofonistka
- Renato Horvat, RTV-napovedovalec
- Rok Horvat (*1997), nogometaš
- Roman Horvat (*1971), košarkar
- Rudolf Horvat (1870–?), učitelj, poslanec
- Samoel Horvat (1924–1995), generalpodpolkovnik JLA
- Sandi Horvat (*1985), novinar, urednik in voditel romskih oddaj na RTVS, predsednik Romskega akademskega kluba
- Sebastijan Horvat (*1971), gledališki režiser
- Simon Horvat (*1963), sintezni biolog, biotehnolog, genetik
- Sonja Marolt Horvat (1930–2022), znanstvenica, gozdarka
- Štefan Horvat (1932–2022), slikar in elektronik, inovator
- Tadej Horvat (*1982), pianist
- Tina Horvat (r. Mihelič), novinarka, alpinistka (hči Tineta Miheliča)
- Tomaž Horvat (*1971), baletnik
- Tomaž Horvat, cineast, programski vodja Grossmannovega festivala
- Tomi Horvat (*1999), nogometaš
- Urban Horvat (1865–?), časnikar, publicist
- Uroš Horvat (*1961), geograf (prof. UM)
- Urška Horvat, violončelistka
- Vera Horvat (1906–2000), slikarka in likovna pedagoginja
- Vladimir Horvat (*1958), vrhovni sodnik

## Pomembni tuji nosilci priimka
- Aleksandar (Aleksander, Aleksa, Šandor) Horvat (1875–1928), hrvaški politik, pravaš
- Anđela Horvat (1911–1985), hrvaška umetnostna zgodovinarka in konservtorka
- Anka Horvat-Gottlieb (1884–1948), hrvaška operna pevka
- Benko Horvat (1873–1955), hrvaški numizmatik in umetnostni kolekcionar
- Bo Horvat (*1995), kanadski hokejist
- Branko Horvat (1928–2003), hrvaški ekonomist, univ. profesor, politik in publicist
- Branko Horvat (*1963), hrvaški tenisač in športni delavec (vnuk Vinka Cajnka)
- Damjan Horvat od Litve (15. stoletje), hrvaško-slavnosnko-dalmatinski ban
- Darko Horvat (*1973), hrvaški nogometaš
- Franjo Horvat-Kiš (1876–1924), hrvaški književnik
- Franjo Horvat (1920–1997), hrvaški baletnik in koreograf
- Frank Horvat (1928–2020), hrvaško-francoski fotograf svetovnega slovesa
- Gabrijela Horvat (Horvátová) (1877–1967)  hrvaško-češka mezzosopranistka
- Hrvoje Horvat (*1946), hrvaški rokometaš in trener
- Ignac Horvat (Horvath) (1895–1973), gradiščansko-hrvaški pisec in kulturni delavec
- Ivan Horvat (1594–1656), slovensko-hrvaški misijonar (jezuit)
- Ivan Horvat (1732–1799), hrvaški pedagog in filozof (jezuit)
- Ivan Horvat Hlebinski (*1932), hrvaški kajkavski pesnik
- Ivo Horvat (1897–1963), hrvaški botanik in planinec
- Ivo Horvat (1903–1994), hrvaški pesnik in bibliograf
- Ivaniš Horvat (14. stoletje), mačvanski ban
- Ivica Horvat (1926–2012), hrvaški nogometaš in trener
- Josip Horvat (Horvath) (1896–1968), hrvaški publicist in kulturni zgodovinar
- Josip Horvat Međimurec (1904–1945), hrvaški slikar
- Joža Horvat (1915–2012), hrvaški pisatelj in pomorščak
- Juro Horvat (1882–1954), hrvaški elektrotehnik (tudi v Sloveniji)
- Karlo Horvat (1874–1920), hrvaški zgodovinar
- Lavoslav Horvat (1901–1989), hrvaški arhitekt
- Lidija Horvat (*1982), hrvaška rokometašica
- Lidija Horvat-Dunjko (*1967), hrvaška sopranistka
- Marijan Horvat (1903–1967), hrvaški pravni zgodovinar
- Miho Horvat (Mihály Horváth) (1733–1810) gradiščansko-hrvaški teolog, zgodovinar in pesnik
- Milan Horvat (1919–2014), hrvaški dirigent (tudi v Ljubljani)
- Miljenko Horvat (1935–2012), hrvatški avantgardni/večmedijski umetnik, arhitekt, pesnik, fotograf in slikar.
- Nikolina Horvat (*1986), hrvaška atletinja
- Pavao Horvat (14. stoletje), zagrebški škof
- Rudolf Horvat (1873–1947), zgodovinar in politik
- Srećko Horvat (*1983), hrvaški filozof, publicist in aktivist
- Stanko Horvat (1930–2006), hrvaški skladatelj, pedagog in akademik
- Stevan Horvat (1932–2018), srbski (vojvodinski) rokoborec in kineziolog
- Steve Horvat (*1971), avstralski nogometaš
- Stjepan Horvat (1895–1985), hrvaški geodet, univ. profesor in publicist (od 1945 v izgnanstvu)
- Vera Horvat-Pintarić (1926–2024), hrvaška umetnostna zgodovinarka in akademkinja
- Vladimir Horvat (1891–1962), hrvaški novinar, fotograf, planinec in jamar
- Vladimir Horvat (1923–?), hrvaški kineziolog
- Vladimir Horvat (1935–2019), hrvaški filolog in publicist, jezuit
- Zdravko Horvat (1946–1998), hrvaški aforist
- Zlatko Horvat (*1984), hrvaški rokometaš
- Zorislav Horvat (*1937), hrvaški arhitekt in konservator
- Zvonko Horvat (1912–1975), hrvaški kegljač

### Horvath
- Alexander Horváth (*1938) (češko-)slovaško-belgijski nogometaš in trener
- Andrea Horwath (*1962), kanadska političarka
- Attila Horváth (*1966), madžarski rokometaš
- Attila Horváth (*1967), madžarski metalec diska
- Attila Horváth (*1971), madžarski nogometaš (tudi v Sloveniji)
- Bronco (Joseph Rudolph) Horvath (*1930), kanadsko-ameriški hokejist
- Csaba Horváth (1930–2004), madžarsko-ameriški kemijski inženir in fizikalni kemik
- Csaba Horváth (*1968), madžarski šahovski velemojster
- Csaba Horváth (*1971), madžarski kanuist
- Cyrill Horváth (1804–1884), madžarski filozof
- Emmerich Horvath (1912–2003), avstrijski teolog in biograf
- Ethan Horvath (*1995), ameriško-belgijski nogometaš
- Gábor Horváth (*1971), madžarski kajakaš in kanuist
- Gergely Horváth (*1975), madžarski metalec kopja
- Géza Horváth (1847–1937), madžarski biolog in entomolog
- Ivan Horvath (1904–1960), slovaški književnik, diplomat in politik
- Joan Horvath, ameriška astronomka in aeronavtična strokovnjakinja
- Johann "Hans" Horvath (1903–1968), avstrijski nogometaš
- Jozef Horváth (Chorváth) (1840–1913), slovaški prosvetni delavec in pedagog
- Jozef Horváth (*1964), madžarski šahovski velemojster
- Karoly Horvath, madžarsko-ameriški pediater in gastroenterolog
- Károly Horváth (1950–2015), romunsko-madžarski skladatelj in glasbenik
- Keresztély János Horváth (1732–1799), madžarsko-slovaški jezuit, profesor in fizik
- Les Horvath (1921–1995), igralec ameriškega nogometa
- Mihály Horváth (1809–1878), madžarski zgodovinar, škof in politik
- Marián Horváth (*1965), slovaški hokejist in trener
- Marián Horváth (*1968), madžarska sabljačica
- Nick Horvath (*1981), ameriško-novozelandski košarkar
- Ödön von Horváth (1901–1938), avstrijski književnik
- Opika von Méray Horváth (1889–1977), madžarska umetnostna drsalka
- Pavel Horváth (1926–1999), slovaški zgodovinar
- Pavel Horváth (*1975), češki nogometaš
- Péter Horváth (*1974), madžarski plavalec
- Polly Horvath (*1957), ameriško-kanadska pisateljica
- Rudolf Horváth (*1947), (češko-)slovaški rokometaš
- Scott Horvath (*1982), ameriški hokejist
- Steve Horvath (*1967), ameriški biogenetik, proučevalec staranja ("Horvathova ura")
- Zoltán Horváth (*1937) madžarski sabljač
- Zoltán Horváth (*1966), švicarski filmski animator
- Zoltán Horváth (1979–2009), madžarski košarkar
- Zsofi Horvath (*1980), belgijska manenka/fotomodel